# هومر ر. سبينس
هومر ر. سبينس هو قاضي ومحامي وسياسي أمريكي، ولد في 15 مارس 1891 في سان فرانسيسكو في الولايات المتحدة، وتوفي في 1 يوليو 1973 في أوكلاند في الولايات المتحدة. نشط حزبياً في الحزب الجمهوري الكاليفورني ‏. وقد انتخب عضو جمعية ولاية كاليفورنيا ‏.